# Kutok
Kutok (del ruso: Куток) es un jútor del ókrug urbano de la ciudad-balneario de Anapa del krai de Krasnodar, en el sur de Rusia. Está situado en las estribaciones de poniente del Cáucaso Occidental, próximo a la costa del mar Negro, 14 km al nordeste de la ciudad de Anapa y 119 km al oeste de Krasnodar. Tenía 4 habitantes en 2010.
Pertenece al municipio rural Anápskoye.